# 마누엘 노리에가

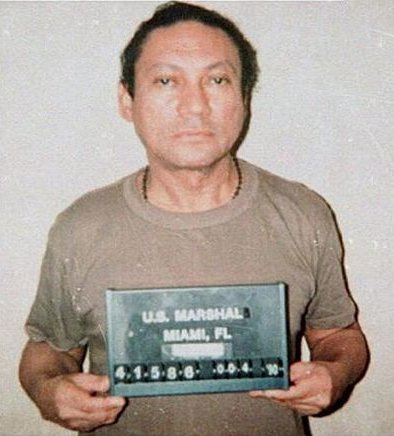
항복 후 노리에가의 상반신 사진

마누엘 안토니오 노리에가 모레노 (Manuel Antonio Noriega Moreno, 1934년 2월 11일 ~ 2017년 5월 29일)는 군인으로 파나마를 통치했던 독재자이다.
1981년 7월 31일 종전 파나나 최고 지도자 오마르 토리호스가 사망하자 실권을 장악하였고, 1989년 12월 정권이 전복될 때까지 파나마의 최고 지도자였다.

## 생애
마누엘 노리에가는 파나마 시에서 태어났다. 직업 군인이었으며 교육의 상당을 페루, 리마에 있는 초리요스 군사학교에서 받았다. 1967년 미군 기지 포트 굴리크의 미군미주학교에서 첩보와 도청 훈련을 받았으며, 노스캐롤라이나주의 포트 브래그에서 심리전 훈련을 받았다. 1967년에 파나마 방위군에 임명되었으며, 1968년에 중위로 진급했다. 1983년 군 최고 사령관에 취임하면서 정권을 장악했다.

## 미국 파나마 침공
1989년 미국이 파나마를 침공하였을 때 노리에가는 바티칸 대사관으로 피신했지만 미군은 대사관 주변에 스피커를 설치하고 큰 소리로 음악을 틀었다. 노리에가는 열흘만에 항복했고 미군에게 생포되어 미국으로 압송되었다. 미국에서 마약 밀매, 공갈, 돈세탁 혐의로 재판을 받았고 20년간 복역했다. 2007년 석방될 예정이었으나 프랑스의 범죄인인도 요청으로 미국을 나가지 못했다. 프랑스는 그의 돈세탁 건에 대해 궐석재판을 통하여 이미 유죄판결을 내렸고, 2010년 4월 26일 노리에가는 불법 자금 세탁혐의에 대한 재판을 받기 위해 프랑스로 이송되었으며, 7월에 열린 재판 결과 돈세탁 혐의로 7년형을 언도받았다. 2011년 10월 23일 프랑스 항소법원의 본국 송환 결정으로 11월 12일 22년 만에 파나마로 송환되었다. 노리에가는 파나마시티 인근 공항에 도착한 뒤 헬기를 타고 파나마시티에서 25 km 떨어진 엘레나세르 교도소로 향했다. 이듬해인 2012년 2월, 고혈압과 뇌졸중 증세를 보여 산토 토마스 병원으로 옮겼다. 2017년 3월 7일, 마누엘 노리에가는 수술 중 뇌출혈을 일으켜 산토 토마스 병원의 중환자실에서 심각한 상태에 빠졌고, 노리에가는 2017년 5월 29일 83세의 나이로 사망했다.

## 참고
1. ↑  Boyd Marciacq, Carmen. "Noriega: el dictador 보관됨 2011-07-10 - 웨이백 머신." El Siglo. Retrieved on January 8, 2010.
2. ↑  “Judge: Noriega can be extradited to France”. 《CNN》. 2007년 8월 24일. According to court documents, Noriega is 69, but other sources give his age as 73
3. ↑  Serrill, Michael S. (2001년 1월 24일). “Panama Noriega's Money Machine”. 《타임지》. 2013년 6월 2일에 원본 문서에서 보존된 문서. 2010년 4월 28일에 확인함.
4. ↑  최희진 (2012년 8월 19일). “일반‘외국 대사관 도피 후 망명’ 천광청 성공, 노리에가 실패”. 경향신문. 2012년 12월 1일에 확인함.
5. 1 2  김순배 (2010년 4월 27일). “'파나마 독재자' 노리에가 이번엔 프랑스 감옥행?”. 한겨레. 2010년 4월 28일에 확인함.
6. ↑  정영오 (2010년 4월 27일). “파나마 前 독재자 노리에가, 美 교도소 복역중 佛 이송”. 한국일보. 2010년 4월 28일에 확인함.[깨진 링크(과거 내용 찾기)]
7. ↑  성동기 (2011년 12월 23일). “파나마 前독재자 노리에가 22년만의 송환… 감옥으로”. 동아일보. 2012년 12월 1일에 확인함.
8. ↑  조재현 (2012년 2월 6일). “파나마 전 독재자 노리에가, 건강악화로 병원행”. 머니투데이. 2012년 12월 1일에 확인함.

| 전임 오마르 토리요스 | 파나마 최고 지도자 1981년 7월 31일 ~ 1989년 12월 20일 | 후임 기예르모 엔다라 (대통령) |

| 전임 루벤 다리오 파레데스 | 파나마의 군 총사령관 1983년 8월 12일 ~ 1989년 12월 20일 | 후임 - |